# Groppa
Groppa, 1910 és 1918 között Haragosalja (románul: Groape) falu Romániában, Erdélyben, Máramaros megyében.

## Fekvése
Magyarlápostól 15 kilométerre nyugatra, a Lápos folyó jobb partjához közel található.

## Nevének eredete
Neve az 'árok' jelentésű román groapă szóból való. Először 1638-ban említették, Groppa alakban. A helységnévrendezés idején megalkotott neve arra utal, hogy a Haragos-hegy lábánál fekszik.

## Története
A 17. század elején, Kővár vidékén keletkezett román jobbágyfalu. A hagyomány szerint Prelukáról és más Kővár vidéki falvakból beköltözők alapították. 1719-ig a kincstár, azután a Teleki család birtoka volt. 1876-ban Szolnok-Doboka vármegyéhez csatolták. A 19. század végén lakói különböző famunkákkal – favágással, faragással, kádár- és ácsmesterséggel – foglalkoztak. 1940 és 1945 között Macskamezőhöz tartozott.
1850-ben 60 görögkatolikus, 2002-ben 91 ortodox vallású román lakosa volt.

## Látnivalók
- Ortodox fatemploma 1830-ban épült.

## Képek

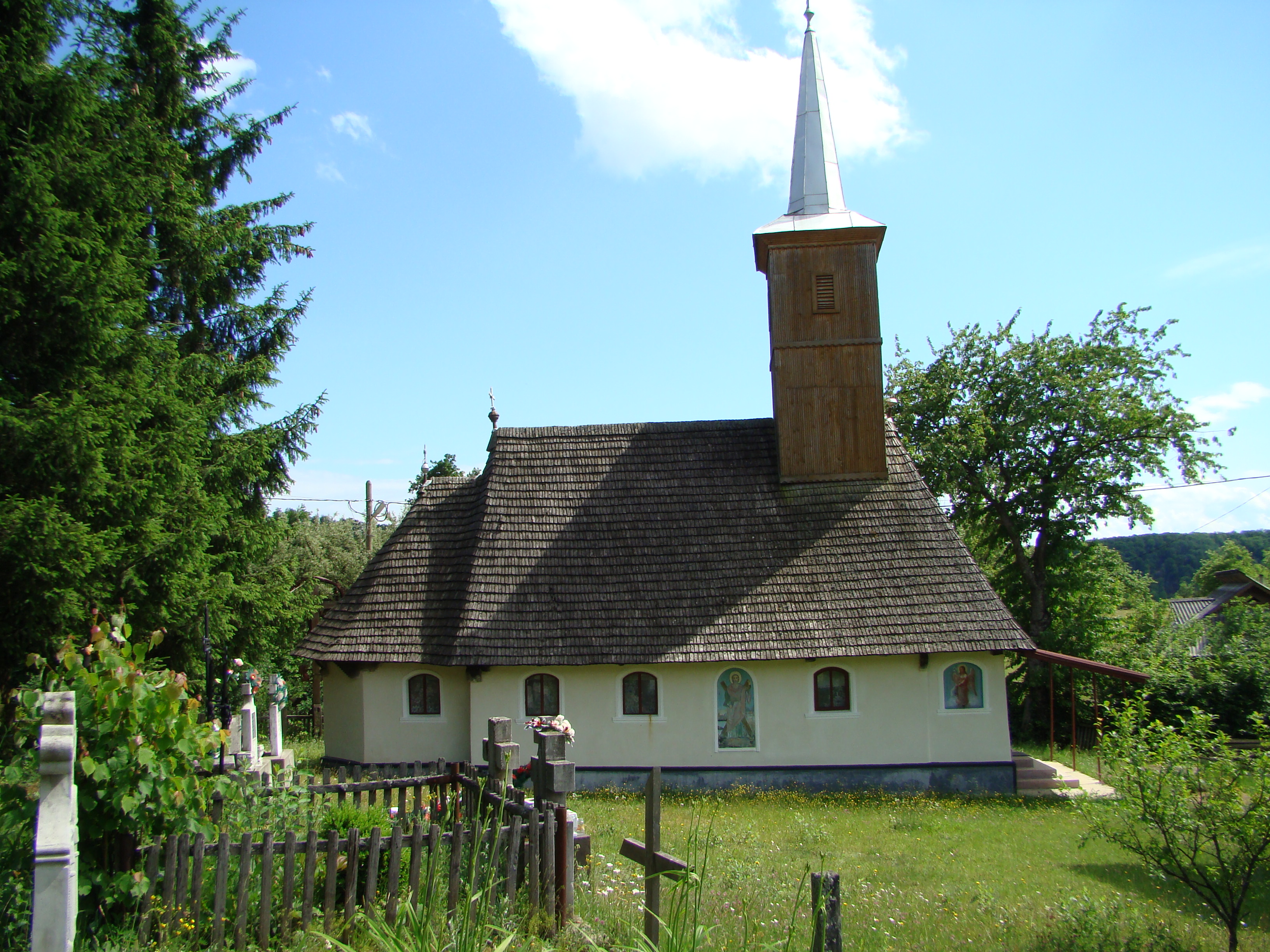
A fatemplom